# 長崎市立三原小学校
長崎市立三原小学校（ながさきしりつ みはらしょうがっこう、Nagasaki City Mihara Elementary School）は、長崎県長崎市三原二丁目にある公立小学校。略称「三原小」（みはらしょう）。

## 概要
歴史
三原団地の開発で人口が増加したことより、1970年（昭和45年）に新設された。2010年（平成22年）に創立40周年を迎えた。
校章
校名「三原」の頭文字「み」を図案化したもの。
校歌
歌詞は3番まであり、各番に校名の「三原」が登場する。
校区
石神町（３５番９号～２３号、３５番４４号、３６番～３８番、３９番５号～５８号、３９番８０号～８２号、４０番）、辻町（４番～２７番）、三原１丁目（１番～９番、１０番１号～１１号、１０番４８号、１１番１号～６号、１１番３６号、１２番、１３番３号～５号、１４番５号～７号、２０番１号、２７番３８号～４３号を除く）、三原２丁目（２４番５９号～６３号、２５番～４０番を除く）、大手２丁目（１番１９号、１番２１号～３７号、１番４０号～５１号、１番５６号、２番、３番、９番～１６番、１７番２号～４８号、１８番～３１番）、三川町（１番地～９９０番地、９９５番地～１０１８番地、１０３１番地、１０３４番地～１０３９番地、１１０１番地、１１０２番地、１１０５番地、１１１２番地８、１１１７番地を除く）
長崎市立三川中学校校区。

## 沿革
- 1970年（昭和45年）
  - 4月1日 - 現在地に「長崎市立三原小学校」（現校名）が開校[2]。児童数548名。
  - 4月6日 - 始業式を挙行。
    - 全校舎が完成するまでの間、本校には2年生から4年生までの児童258名を収容し、1年生と5・6年生までの児童290名は長崎市立高尾小学校と長崎市立西浦上小学校に暫定的に就学させた。

  - 12月30日 - 校舎が完成し、全学年の児童を収容。

## アクセス
最寄りのバス停
- 長崎県営バス「三原団地」バス停

## 周辺
- 長崎市立三川中学校
- 長崎精道小学校・中学校（女子校）
- 精道三川台小学校・中学校・高等学校（男子校）
- 長崎三原郵便局
- カトリック本原教会

## 関連事項
- 長崎県小学校一覧